# Krzywka (województwo warmińsko-mazurskie)
Krzywka – wieś w Polsce położona w województwie warmińsko-mazurskim, w powiecie iławskim, w gminie Kisielice. 
W okresie międzywojennym w miejscowości stacjonowała Placówka Straży Celnej „Zawda”
Przed wybuchem II wojny światowej wieś leżała w gminie Łasin, w powiecie grudziądzkim w województwie pomorskim z siedzibą w Toruniu. Do 1954 roku wieś leżała w gminie Łasin w powiecie grudziądzkim w woj. bydgoskim.
W latach 1975–1998 miejscowość administracyjnie należała do województwa elbląskiego.
Przez miejscowość Krzywka przebiega trasa rowerowa (szlak niebieski o łącznej długości 26,1 km, biegnący również przez miejscowości Kisielice – Wałdowo – Goryń – Trupel).

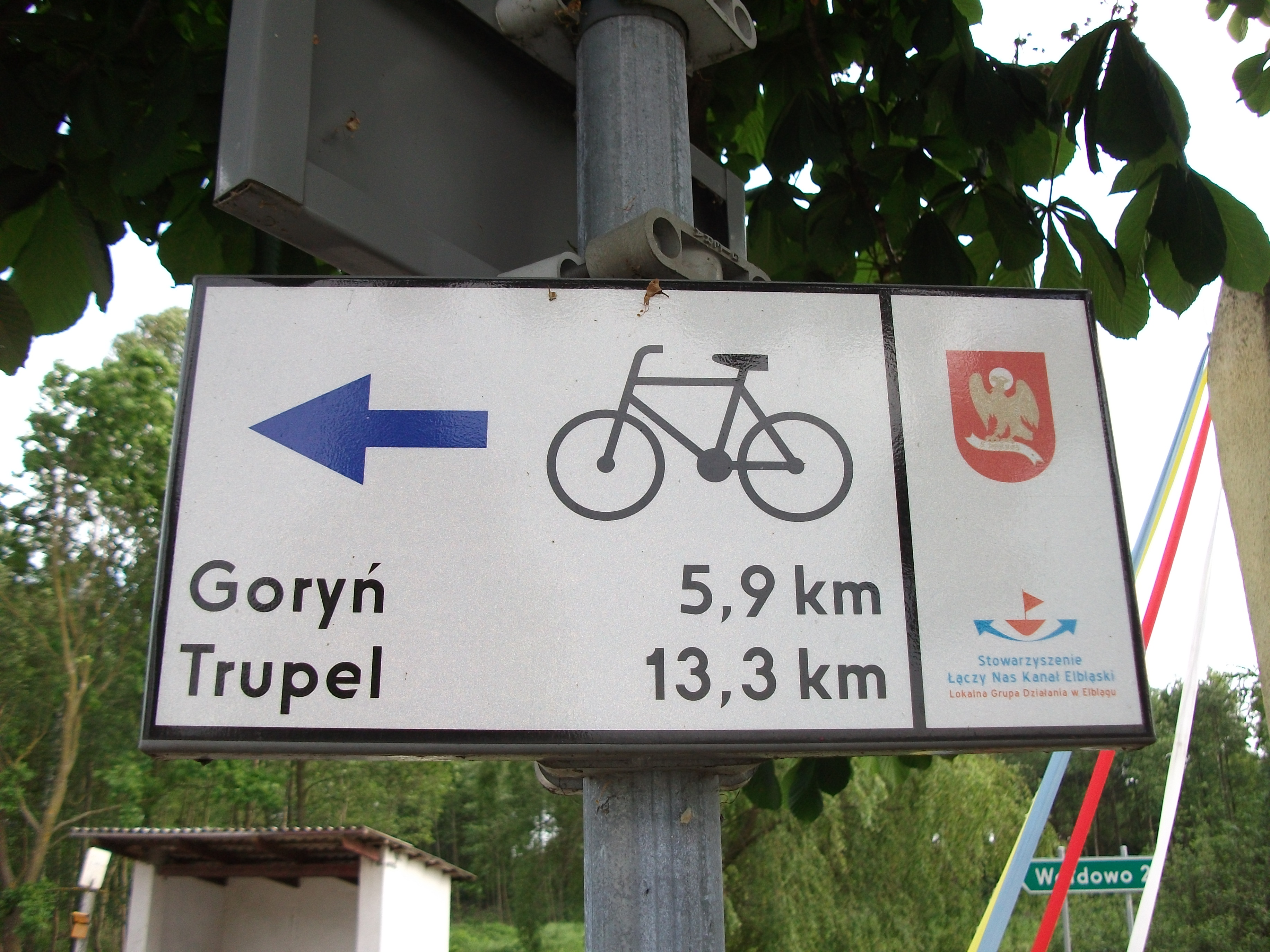
Niebieski szlak rowerowy z Kisielic